# Berlin, Dakota de Nord
Berlin este o localitate din în comitatul LaMoure, statul Dakota de Nord, aflată în apropierea graniței cu statul [Dakota de Sud]].  Deși are doar 35 de locuitori, conform Census 2000, Berlin are statutul de oraș. Berlin a fost fondat în 1887.

## Geografie
Conform datelor culese de United States Census Bureau, localitatea are o suprafață de 0.3 km² (sau de 0.12 square miles), în întregime uscat.